# Scott L. Pleus

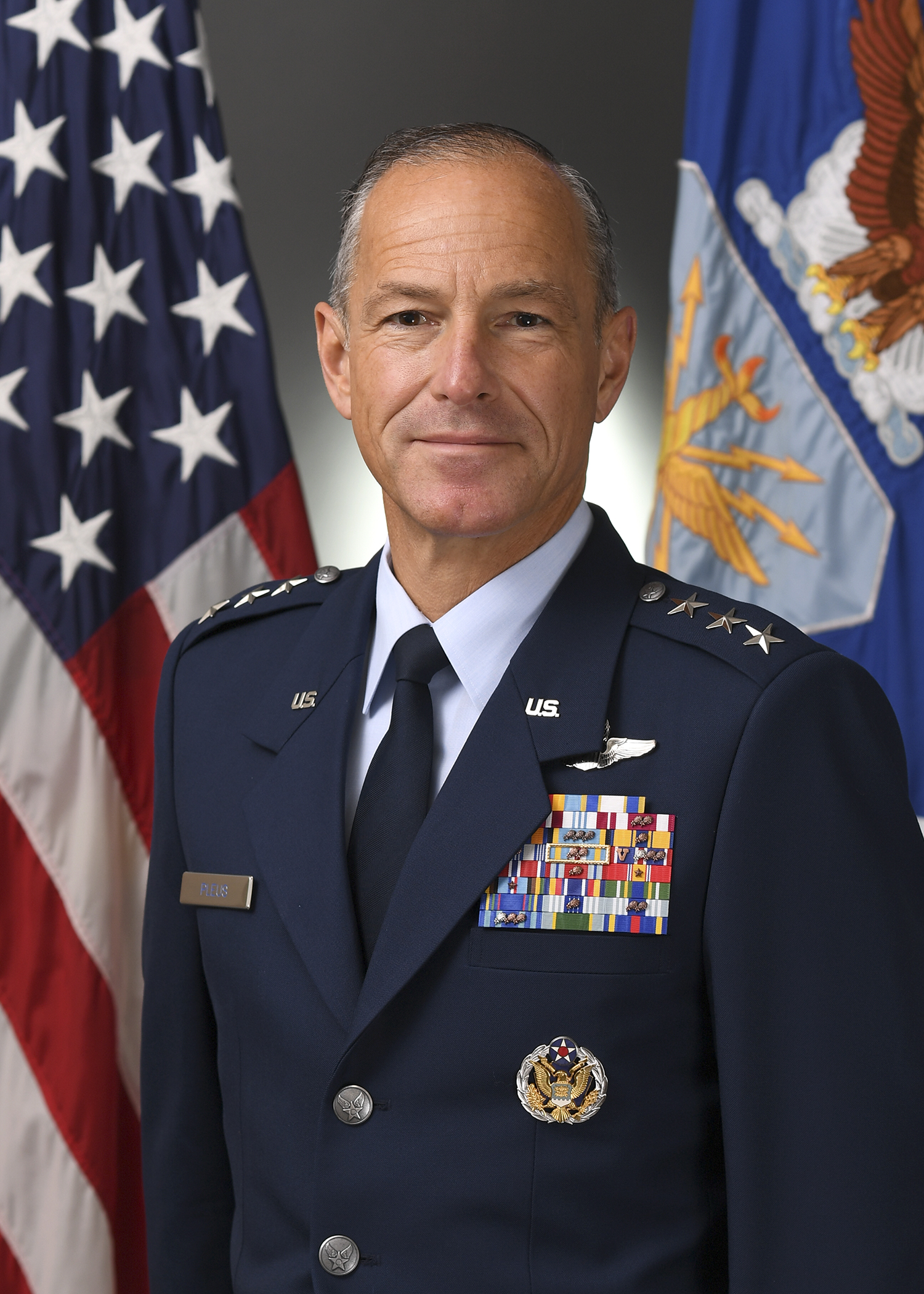
Scott L. Pleus (2024)

Scott L. Pleus (* um 1967) ist ein Generalleutnant der United States Air Force. Er war unter anderem Kommandeur der 7. Luftflotte. Seit Februar 2025 ist er kommissarischer Vice Chief of Staff of the Air Force. 
Über das ROTC-Programm der University of Minnesota Duluth gelangte er im Jahr 1989 in das Offizierskorps der United States Air Force.
Im Lauf seiner militärischen Karriere absolvierte er verschiedene Kurse und Schulungen. Dazu gehörten unter anderem eine Ausbildung zum Kampfpiloten und weitere Fortbildungskurse als Pilot neuer Flugzeugtypen; die Squadron Officer School auf der Maxwell Air Force Base in Alabama; das Air Command and Staff College, das sich ebenfalls auf der Maxwell AFB befindet; das Air War College über einen Fernkurs; das U.S. Air Force Enterprise Leadership Seminar an der Darden School of Business die zur University of Virginia gehört; der Capstone General and Flag Officer Course an der National Defense University; der Joint Force Air Component Commander Course und der Joint Flag Officer Warfighting Course sowie der Pinnacle General and Flag Officer Course.
In seinen frühen Jahren als Offizier der Luftwaffe war er an verschiedenen Stützpunkten in den Vereinigten Staaten stationiert. Dabei war er als Pilot, Flugausbilder oder Stabsoffizier bei unterschiedlichen Einheiten tätig. Dazwischen absolvierte er die erwähnten Schulungen. Zwischen Januar und Dezember 1996 war er auf der Kunsan Air Base in Südkorea stationiert. Danach setzte er seine Laufbahn in den Vereinigten Staaten fort. Zwischen Juni 2004 und Juni 2006 kommandierte er auf der Luke Air Force Base in Arizona die 63rd Fighter Squadron.
Im Mai 2011 kehrte er als Oberst auf die Kunsan Air Base in Südkorea zurück, wo er bis zum Mai 2012 das 8. Kampfgeschwader (8th Fighter Wing) kommandierte. Danach war er bis Juni 2014 Stabsoffizier (Executive Officer to the Chief of Staff) im Hauptquartier der Luftwaffe. Daran schloss sich eine Rückkehr zur Luke AFB an, auf der er bis Juni 2016 den Oberbefehl über das 56. Kampfgeschwader (56th Fighter Wing) hatte. In der Folge kehrte er zum Hauptquartier der Air Force zurück. Bis zum Mai 2017 leitete er dort eine Unterabteilung (F-35 Integration Office).
Sein nächster Auftrag führte ihn auf die Langley Air Force Base in Virginia. Dort gehörte er zwischen Juni 2017 und Mai 2019 dem Stab des Air Combat Commands (ACC) an. In dieser Zeit leitete er dessen Abteilung für Planungen, Programme und Bedarf (Director, Plans, Programs, and Requirements). Es folgte eine Versetzung zur Joint Base Pearl Harbor-Hickam in Hawaii. Bis Juni 2020 leitete er dort die Stabsabteilung für Luft und Cyberspace Operationen (Director of Air and Cyberspace Operations) im Hauptquartier der Pacific Air Forces. Gleichzeitig kommandierte er die Thirteenth Expeditionary Air Force.
In der Folge wurde er nach Südkorea versetzt. Dort erhielt er am 12. Juni 2020 als Nachfolger von Kenneth S. Wilsbach das Kommando über die 7. Luftflotte. Gleichzeitig war er stellvertretender Kommandeur der United States Forces Korea, der kombinierten südkoreanisch-amerikanischen Streitkräfte, und des United Nations Commands. Diese Aufgaben bekleidete er bis zum 30. Januar 2024, als er von David R. Iverson abgelöst wurde. Anschließend kehrte Pleus zum Hauptquartier der Luftwaffe zurück, wo er das Amt des Director of Staff of the Air Force übernahm. Im Februar 2025 wurde er nach der Entlassung von James C. Slife durch Verteidigungsminister Pete Hegseth kommissarischer Vice Chief of Staff of the Air Force. 
Während seiner aktiven Zeit als Militärpilot absolvierte Scott Pleus über 2500 Flugstunden auf verschiedenen Flugzeugtypen.

## Daten der Beförderungen
| Abzeichen | Rang               | Jahr             |
| --------- | ------------------ | ---------------- |
|           | Second Lieutenant  | 2. November 1989 |
|           | First Lieutenant   | 2. November 1991 |
|           | Captain            | 2. November 1993 |
|           | Major              | 1. Juli 1999     |
|           | Lieutenant Colonel | 1. März 2003     |
|           | Colonel            | 1. August 2008   |
|           | Brigadier General  | 11. Juli 2014    |
|           | Major General      | 2. Mai 2018      |
|           | Lieutenant General | 12. Juni 2020    |

## Orden und Auszeichnungen
Scott Pleus erhielt im Lauf seiner militärischen Laufbahn unter anderem folgende Auszeichnungen:
- Defense Distinguished Service Medal
- Air Force Distinguished Service Medal
- Legion of Merit
- Defense Meritorious Service Medal
- Meritorious Service Medal
- Air Medal
- Aerial Achievement Medal
- Air and Space Commendation Medal